# African Championship of Nations 2018 (kwalificatie)
De kwalificatie voor de African Championship of Nations 2018 werd gehouden van 20 april tot en met 12 november 2017. Landen mochten alleen spelers selecteren die in het land zelf actief zijn. Kenia was als gastland al direct geplaatst voor het hoofdtoernooi, maar in september 2017 werd bekend dat het land toch geen gastland zou worden. 48 landen namen deel aan de kwalificatie, die werd afgewerkt in de regionale gebieden.

## Deelnemende landen
| Zone               | Aantal plekken               | Landen die meedoen | Landen die niet meedoen                                                          |
| ------------------ | ---------------------------- | --- | -------------------------------------------------------------------------------- |
| Zone Noord         | 2 plekken                    | - Algerije - Egypte - Libië - Marokko | - Tunesië                                                                        |
| Zone West A        | 2 plekken                    | - Gambia - Guinee - Guinee-Bissau - Liberia - Mali - Mauritanië - Senegal - Sierra Leone                                                                    | - Kaapverdië                                                                     |
| Zone West B        | 3 plekken                    | - Benin - Burkina Faso - Ghana - Ivoorkust - Niger - Nigeria - Togo                                                                                         |                                                                                  |
| Centrale Zone      | 3 plekken                    | - Kameroen - Congo-Brazzaville - Congo-Kinshasa - Equatoriaal-Guinea - Gabon - Sao Tomé en Principe                                                         | - Tsjaad (gediskwalificeerd) - Centraal-Afrikaanse Republiek (gediskwalificeerd) |
| Oost-Centrale Zone | 2 plekken + Kenia (gastland) | - Burundi - Djibouti - Ethiopië - Rwanda - Somalië - Tanzania - Oeganda - Soedan - Zuid-Soedan                                                              | - Eritrea                                                                        |
| Zuid Zone          | 3 plekken                    | - Angola - Botswana - Comoren - Lesotho - Madagaskar - Malawi - Mauritius - Mozambique - Namibië - Seychellen - Zuid-Afrika - Swaziland - Zambia - Zimbabwe |                                                                                  |
| Totaal             | 15 plekken + gastland        | 48 teams |                                                                                  |

Voetnoten
- De Centraal-Afrikaanse Republiek werd gediskwalificeerd door de CAF omdat zij tijdens de kwalificatie voor het toernooi in 2016 weigerden om tegen Congo-Kinshasa te spelen.

## Datums en loting
De loting werd gehouden op 3 februari 2017 in Libreville, Gabon.
De speeldatums en kwalificatierondes zijn weergegeven in de tabel hieronder.
| Zone / Ronde             | Zone / Ronde            | Zone / Ronde                 | Wedstrijd        | Datum               |
| Zone Noord Centrale Zone | Zone West A Zone West B | Centraal-Oost Zone Zone Zuid | Wedstrijd        | Datum               |
| ------------------------ | ----------------------- | ---------------------------- | ---------------- | ------------------- |
| —                        | —                       | Eerste ronde                 | Eerste wedstrijd | 20–22 april 2017    |
| —                        | —                       | Eerste ronde                 | Tweede wedstrijd | 28–30 april 2017    |
| —                        | Eerste ronde            | Tweede ronde                 | Eerste wedstrijd | 14–16 juli 2017     |
| —                        | Eerste ronde            | Tweede ronde                 | Tweede wedstrijd | 21–23 juli 2017     |
| Eerste ronde             | Tweede ronde            | Derde ronde                  | Eerste wedstrijd | 11–13 augustus 2017 |
| Eerste ronde             | Tweede ronde            | Derde ronde                  | Tweede wedstrijd | 18–23 augustus 2017 |

## Wedstrijden

### Zone Noord
Deelnemende landen (2 plekken)
- Algerije
- Egypte
- Libië
- Marokko

|                                                   |                     |       |          |                                                                         |
| 13 augustus 2017 «onderlinge duels» 19:00 (UTC+2) | Egypte              | 1 – 1 | Marokko  | Alexandrië Stadion, Alexandrië Scheidsrechter: Mohamed Ragab Omar (LBY) |
| 13 augustus 2017 «onderlinge duels» 19:00 (UTC+2) | El-Sheikh 4' (pen.) |       | 52' Badr | Alexandrië Stadion, Alexandrië Scheidsrechter: Mohamed Ragab Omar (LBY) |

|                                                   |                                             |       |            |                                                                |
| 18 augustus 2017 «onderlinge duels» 20:00 (UTC+1) | Marokko                                     | 3 – 1 | Egypte     | Stade Moulay Abdallah, Rabat Scheidsrechter: Sadok Selmi (TUN) |
| 18 augustus 2017 «onderlinge duels» 20:00 (UTC+1) | El Yamiq 51' Makran 54' Belhrouz 70' (pen.) |       | 86' Hassan | Stade Moulay Abdallah, Rabat Scheidsrechter: Sadok Selmi (TUN) |

Marokko plaatst zich voor het hoofdtoernooi.
|                                                   |             |       |                              |                                                                         |
| 12 augustus 2017 «onderlinge duels» 20:45 (UTC+1) | Algerije    | 1 – 2 | Libië                        | Stade Mohamed Hamlaoui, Constantine Scheidsrechter: Samir Guezzaz (MAR) |
| 12 augustus 2017 «onderlinge duels» 20:45 (UTC+1) | Darfalou 1' |       | 5' (e.d.) Rahmani 49' Ellafi | Stade Mohamed Hamlaoui, Constantine Scheidsrechter: Samir Guezzaz (MAR) |

|                                                   |            |       |              |                                                                                        |
| 18 augustus 2017 «onderlinge duels» 19:00 (UTC+1) | Libië      | 1 – 1 | Algerije     | Stade Taïeb Mhiri, Sfax (Tunesië) Scheidsrechter: Amin Mohamed Amin Mohamed Omar (EGY) |
| 18 augustus 2017 «onderlinge duels» 19:00 (UTC+1) | Ellafi 45' |       | 23' Bendebka | Stade Taïeb Mhiri, Sfax (Tunesië) Scheidsrechter: Amin Mohamed Amin Mohamed Omar (EGY) |

Libië plaatst zich voor het hoofdtoernooi.

### Zone West A
Deelnemende landen (2 plekken)
- Gambia
- Guinee
- Guinee-Bissau
- Liberia
- Mali
- Mauritanië
- Senegal
- Sierra Leone

Eerste ronde
|                                             |              |       |                 |                                                                |
| 15 juli 2017 «onderlinge duels» 16:30 (UTC) | Sierra Leone | 1 – 1 | Senegal         | Nationaal Stadion, Freetown Scheidsrechter: Manuel Timas (CPV) |
| 15 juli 2017 «onderlinge duels» 16:30 (UTC) | Fofanah 63'  |       | 85' (pen.) Diop | Nationaal Stadion, Freetown Scheidsrechter: Manuel Timas (CPV) |

|                                             |                               |       |              |                                                                   |
| 22 juli 2017 «onderlinge duels» 17:00 (UTC) | Senegal                       | 3 – 1 | Sierra Leone | Stade Demba Diop, Dakar Scheidsrechter: Gilberto dos Santos (GBS) |
| 22 juli 2017 «onderlinge duels» 17:00 (UTC) | N'Diaye 4' Ndao 51' Diémé 65' |       | 5' Fullah    | Stade Demba Diop, Dakar Scheidsrechter: Gilberto dos Santos (GBS) |

Senegal plaatst zich voor de tweede ronde.
|                                             |               |       |                                                           |                                                                   |
| 15 juli 2017 «onderlinge duels» 16:00 (UTC) | Guinee-Bissau | 1 – 3 | Guinee                                                    | Estádio 24 de Setembro, Bissau Scheidsrechter: Maudo Jallow (GAM) |
| 15 juli 2017 «onderlinge duels» 16:00 (UTC) | Juca 68'      |       | 57' S. B. Camara 75' M. S. Camara 77' (pen.) S. A. Camara | Estádio 24 de Setembro, Bissau Scheidsrechter: Maudo Jallow (GAM) |

|                                             |                                                                    |       |               |                                                                    |
| 22 juli 2017 «onderlinge duels» 16:30 (UTC) | Guinee                                                             | 7 – 0 | Guinee-Bissau | Stade du 28 Septembre, Conakry Scheidsrechter: George Rogers (LBR) |
| 22 juli 2017 «onderlinge duels» 16:30 (UTC) | S. A. Camara 37', 67', 79', 90' N'Diaye 40' Sankon 58' Diawara 83' |       |               | Stade du 28 Septembre, Conakry Scheidsrechter: George Rogers (LBR) |

Guinee plaatst zich voor de tweede ronde.
|                                             |         |                               |            |                                                                            |
| 16 juli 2017 «onderlinge duels» 16:00 (UTC) | Liberia | 0 – 2                         | Mauritanië | Samuel Kanyon Doe Sports Complex, Monrovia Scheidsrechter: Baba Leno (GUI) |
| 16 juli 2017 «onderlinge duels» 16:00 (UTC) |         | 35' Yali Dellahi 58' Beyguili |            | Samuel Kanyon Doe Sports Complex, Monrovia Scheidsrechter: Baba Leno (GUI) |

|                                             |            |            |         |                                                                       |
| 23 juli 2017 «onderlinge duels» 17:00 (UTC) | Mauritanië | 0 – 1      | Liberia | Stade Municipal Zouérate, Zouérat Scheidsrechter: Boubou Traoré (MLI) |
| 23 juli 2017 «onderlinge duels» 17:00 (UTC) |            | 45' Jachso |         | Stade Municipal Zouérate, Zouérat Scheidsrechter: Boubou Traoré (MLI) |

Mauritanië plaatst zich voor de tweede ronde.
|                                             |        |       |      |                                                                     |
| 15 juli 2017 «onderlinge duels» 16:30 (UTC) | Gambia | 0 – 0 | Mali | Independence Stadium, Bakau Scheidsrechter: Babacar Sarr (MTN-1959) |
| 15 juli 2017 «onderlinge duels» 16:30 (UTC) |        |       |      | Independence Stadium, Bakau Scheidsrechter: Babacar Sarr (MTN-1959) |

|                                             |                                  |       |        |                                                                  |
| 22 juli 2017 «onderlinge duels» 17:00 (UTC) | Mali                             | 4 – 0 | Gambia | Stade Modibo Kéïta, Bamako Scheidsrechter: Nabil Boukhalfa (ALG) |
| 22 juli 2017 «onderlinge duels» 17:00 (UTC) | Koné 64', 67', 81' Niangadou 90' |       |        | Stade Modibo Kéïta, Bamako Scheidsrechter: Nabil Boukhalfa (ALG) |

Mali plaatst zich voor de tweede ronde.
Tweede ronde
|                                                 |                            |       |                  |                                                            |
| 15 augustus 2017 «onderlinge duels» 17:00 (UTC) | Senegal                    | 3 – 1 | Guinee           | Stade Al Djigo, Dakar Scheidsrechter: Ferdinand Udoh (NGR) |
| 15 augustus 2017 «onderlinge duels» 17:00 (UTC) | N'Diaye 14', 70' Mbodj 83' |       | 67' M. S. Camara | Stade Al Djigo, Dakar Scheidsrechter: Ferdinand Udoh (NGR) |

|                                                 |                                                      |       |         |                                                                      |
| 23 augustus 2017 «onderlinge duels» 17:00 (UTC) | Guinee                                               | 5 – 0 | Senegal | Stade du 28 Septembre, Conakry Scheidsrechter: Mahamadou Keita (MLI) |
| 23 augustus 2017 «onderlinge duels» 17:00 (UTC) | S. A. Camara 9', 57', 77' M. N'Diaye 31' Sankhon 45' |       |         | Stade du 28 Septembre, Conakry Scheidsrechter: Mahamadou Keita (MLI) |

Guinee plaatst zich voor het hoofdtoernooi.
|                                                 |                    |       |                     |                                                                       |
| 12 augustus 2017 «onderlinge duels» 17:00 (UTC) | Mauritanië         | 2 – 2 | Mali                | Olympisch Stadion, Nouakchott Scheidsrechter: Sékou Ahmed Touré (GUI) |
| 12 augustus 2017 «onderlinge duels» 17:00 (UTC) | Gaye 11' Samba 18' |       | 1' Konté 22' Diarra | Olympisch Stadion, Nouakchott Scheidsrechter: Sékou Ahmed Touré (GUI) |

|                                                 |      |          |            |                                                                      |
| 19 augustus 2017 «onderlinge duels» 16:30 (UTC) | Mali | 0 – 1    | Mauritanië | Stade Modibo Kéïta, Bamako Scheidsrechter: Ibrahim Nour El Din (EGY) |
| 19 augustus 2017 «onderlinge duels» 16:30 (UTC) |      | 28' Guey |            | Stade Modibo Kéïta, Bamako Scheidsrechter: Ibrahim Nour El Din (EGY) |

Mauritanië plaatst zich voor het hoofdtoernooi.

### Zone West B
Deelnemende landen (3 plekken)
- Benin
- Burkina Faso
- Ghana
- Ivoorkust
- Niger
- Nigeria
- Togo

Eerste ronde
|                                             |             |       |            |                                                                         |
| 16 juli 2017 «onderlinge duels» 15:00 (UTC) | Togo        | 1 – 1 | Benin      | Stade de Kégué, Lomé Scheidsrechter: Abdoulaye Rhissa Almoustapha (NIG) |
| 16 juli 2017 «onderlinge duels» 15:00 (UTC) | Sewonou 47' |       | 45' Koukpo | Stade de Kégué, Lomé Scheidsrechter: Abdoulaye Rhissa Almoustapha (NIG) |

|                                               |                 |                |                  |                                                                 |
| 23 juli 2017 «onderlinge duels» 16:00 (UTC+1) | Benin Aboki 52' | 1 – 1 Pen. 7–6 | Togo 73' Sewonou | Stade de l'Amitié, Cotonou Scheidsrechter: William Agbovi (GHA) |
| 23 juli 2017 «onderlinge duels» 16:00 (UTC+1) |                 |                |                  | Stade de l'Amitié, Cotonou Scheidsrechter: William Agbovi (GHA) |

Benin plaatst zich voor de tweede ronde.
Tweede ronde
|                                                   |                   |       |         |                                                                   |
| 13 augustus 2017 «onderlinge duels» 16:00 (UTC+1) | Benin             | 1 – 0 | Nigeria | Stade de l'Amitié, Cotonou Scheidsrechter: Mustapha Ghorbal (ALG) |
| 13 augustus 2017 «onderlinge duels» 16:00 (UTC+1) | Seibou 89' (pen.) |       |         | Stade de l'Amitié, Cotonou Scheidsrechter: Mustapha Ghorbal (ALG) |

|                                                   |                   |       |       |                                                               |
| 19 augustus 2017 «onderlinge duels» 16:00 (UTC+1) | Nigeria           | 2 – 0 | Benin | Sani Abacha-stadion, Kano Scheidsrechter: Joaquin Esono (GEQ) |
| 19 augustus 2017 «onderlinge duels» 16:00 (UTC+1) | Ali 22' Eduwo 47' |       |       | Sani Abacha-stadion, Kano Scheidsrechter: Joaquin Esono (GEQ) |

Nigeria plaatst zich voor het hoofdtoernooi.
|                                                   |                     |       |              |                                                                             |
| 13 augustus 2017 «onderlinge duels» 17:00 (UTC+1) | Niger               | 2 – 1 | Ivoorkust    | Stade Général Seyni Kountché, Niamey Scheidsrechter: Juste Ephrem Zio (BUR) |
| 13 augustus 2017 «onderlinge duels» 17:00 (UTC+1) | Seyni 44' Garba 85' |       | 45+2' Fabius | Stade Général Seyni Kountché, Niamey Scheidsrechter: Juste Ephrem Zio (BUR) |

|                                                 |                 |       |       |                                                                                  |
| 19 augustus 2017 «onderlinge duels» 16:00 (UTC) | Ivoorkust       | 1 – 0 | Niger | Stade Robert Champroux, Abidjan Scheidsrechter: Hélder Martins de Carvalho (ANG) |
| 19 augustus 2017 «onderlinge duels» 16:00 (UTC) | S. Sanfor 90+7' |       |       | Stade Robert Champroux, Abidjan Scheidsrechter: Hélder Martins de Carvalho (ANG) |

Ivoorkust plaatst zich voor het hoofdtoernooi.
|                                                 |                           |       |                           |                                                            |
| 12 augustus 2017 «onderlinge duels» 16:00 (UTC) | Burkina Faso              | 2 – 2 | Ghana                     | Stade du 4-Août, Ouagadougou Scheidsrechter: Issa Sy (SEN) |
| 12 augustus 2017 «onderlinge duels» 16:00 (UTC) | Mohammed 58' Sawadogo 85' |       | 17' (pen.) Adams 65' Waja | Stade du 4-Août, Ouagadougou Scheidsrechter: Issa Sy (SEN) |

|                                                 |          |       |                      |                                                                |
| 20 augustus 2017 «onderlinge duels» 15:30 (UTC) | Ghana    | 1 – 2 | Burkina Faso         | Baba Yara Stadium, Kumasi Scheidsrechter: Bienvenu Sinko (CIV) |
| 20 augustus 2017 «onderlinge duels» 15:30 (UTC) | Addo 61' |       | 8' Sylla 28' Nikiema | Baba Yara Stadium, Kumasi Scheidsrechter: Bienvenu Sinko (CIV) |

Burkina Faso plaatst zich voor het hoofdtoernooi.

### Centrale Zone
Deelnemende landen (3 plekken)
- Kameroen
- Congo-Brazzaville
- Congo-Kinshasa
- Equatoriaal-Guinea
- Gabon
- Sao Tomé en Principe

|                    |                    |   |       |                       |
| «onderlinge duels» | Equatoriaal-Guinea | X | Gabon | Gabon trok zich terug |
| «onderlinge duels» |                    |   |       | Gabon trok zich terug |

|                    |       |   |                    |  |
| «onderlinge duels» | Gabon | X | Equatoriaal-Guinea |  |
| «onderlinge duels» |       |   |                    |  |

Equatoriaal-Guinea plaatst zich voor het hoofdtoernooi.
|                                                   |                   |       |                |                                                                                    |
| 11 augustus 2017 «onderlinge duels» 15:30 (UTC+1) | Congo-Brazzaville | 0 – 0 | Congo-Kinshasa | Stade Municipal de Kintélé, Brazzaville Scheidsrechter: Jean Marc Ganamandji (CAF) |
| 11 augustus 2017 «onderlinge duels» 15:30 (UTC+1) |                   |       |                | Stade Municipal de Kintélé, Brazzaville Scheidsrechter: Jean Marc Ganamandji (CAF) |

|                                                   |                |       |                   |                                                                |
| 19 augustus 2017 «onderlinge duels» 15:30 (UTC+1) | Congo-Kinshasa | 1 – 1 | Congo-Brazzaville | Stade des Martyrs, Kinshasa Scheidsrechter: Antoine Effa (CMR) |
| 19 augustus 2017 «onderlinge duels» 15:30 (UTC+1) | Mundele 35'    |       | 39' Mbengue       | Stade des Martyrs, Kinshasa Scheidsrechter: Antoine Effa (CMR) |

Congo-Brazzaville plaatst zich voor het hoofdtoernooi.
|                                                 |                      |                             |          |                                                                                     |
| 12 augustus 2017 «onderlinge duels» 15:00 (UTC) | Sao Tomé en Principe | 0 – 2                       | Kameroen | Estádio Nacional 12 de Julho, Sao Tomé Scheidsrechter: Kabanga Yannick Malala (COD) |
| 12 augustus 2017 «onderlinge duels» 15:00 (UTC) |                      | 42' Pangop 75' (pen.) Fosso |          | Estádio Nacional 12 de Julho, Sao Tomé Scheidsrechter: Kabanga Yannick Malala (COD) |

|                                                   |                       |       |                      |                                                                              |
| 19 augustus 2017 «onderlinge duels» 15:30 (UTC+1) | Kameroen              | 2 – 0 | Sao Tomé en Principe | Ahmadou Ahidjo Stadion, Yaoundé Scheidsrechter: Kokou Ognankotan Ntale (TOG) |
| 19 augustus 2017 «onderlinge duels» 15:30 (UTC+1) | Ngondji 53' Bouli 60' |       |                      | Ahmadou Ahidjo Stadion, Yaoundé Scheidsrechter: Kokou Ognankotan Ntale (TOG) |

Kameroen plaatst zich voor het hoofdtoernooi.

### Oost-Centrale Zone
Kenia was automatisch gekwalificeerd als gastland van het toernooi, maar toen het land de organisatie moest teruggeven kon het niet meer deelnemen aan het toernooi. 
Deelnemende landen (2 plekken + gastland)
- Burundi
- Djibouti
- Ethiopië
- Rwanda
- Soedan
- Somalië
- Tanzania
- Oeganda
- Zuid-Soedan

Eerste ronde
|                                                |             |       |                    |                                                                                           |
| 22 april 2017 «onderlinge duels» 16:00 (UTC+3) | Somalië     | 1 – 2 | Zuid-Soedan        | El Hadj Hassan Gouled Aptidon Stadion (Djibouti) Scheidsrechter: Mfaume Ali Nassoro (TAN) |
| 22 april 2017 «onderlinge duels» 16:00 (UTC+3) | Mohamed 49' |       | 6' Moga 52' Khamis | El Hadj Hassan Gouled Aptidon Stadion (Djibouti) Scheidsrechter: Mfaume Ali Nassoro (TAN) |

|                                                |                     |       |         |                                                         |
| 30 april 2017 «onderlinge duels» 16:00 (UTC+3) | Zuid-Soedan         | 2 – 0 | Somalië | Djoebastadion, Djoeba Scheidsrechter: Brian Miiro (UGA) |
| 30 april 2017 «onderlinge duels» 16:00 (UTC+3) | Wurube 53' Moga 69' |       |         | Djoebastadion, Djoeba Scheidsrechter: Brian Miiro (UGA) |

Zuid-Soedan plaatst zich voor de tweede ronde.
Tweede ronde
|                                               |             |       |         |                                                                  |
| 14 juli 2017 «onderlinge duels» 16:30 (UTC+3) | Zuid-Soedan | 0 – 0 | Oeganda | Djoebastadion, Djoeba Scheidsrechter: Idris Mehammed Osman (ERI) |
| 14 juli 2017 «onderlinge duels» 16:30 (UTC+3) |             |       |         | Djoebastadion, Djoeba Scheidsrechter: Idris Mehammed Osman (ERI) |

|                                               |                                           |       |             |                                                                      |
| 22 juli 2017 «onderlinge duels» 16:00 (UTC+3) | Oeganda                                   | 5 – 1 | Zuid-Soedan | Phillip Omondistadion, Kampala Scheidsrechter: Elly Ally Sasii (TAN) |
| 22 juli 2017 «onderlinge duels» 16:00 (UTC+3) | Nsibambi 33' Mucureezi 43', 49', 53', 57' |       | 90' Uso     | Phillip Omondistadion, Kampala Scheidsrechter: Elly Ally Sasii (TAN) |

Oeganda plaatst zich voor de derde ronde.
|                                               |          |       |            |                                                                      |
| 15 juli 2017 «onderlinge duels» 16:00 (UTC+3) | Tanzania | 1 – 1 | Rwanda     | CCM Kirumbastadion, Mwanza Scheidsrechter: Alier Michael James (SSD) |
| 15 juli 2017 «onderlinge duels» 16:00 (UTC+3) | Mao 42'  |       | 20' Nshuti | CCM Kirumbastadion, Mwanza Scheidsrechter: Alier Michael James (SSD) |

|                                               |        |       |          |                                                             |
| 22 juli 2017 «onderlinge duels» 15:30 (UTC+2) | Rwanda | 0 – 0 | Tanzania | Nyamirambostadion, Kigali Scheidsrechter: Brian Miiro (UGA) |
| 22 juli 2017 «onderlinge duels» 15:30 (UTC+2) |        |       |          | Nyamirambostadion, Kigali Scheidsrechter: Brian Miiro (UGA) |

Rwanda plaatst zich voor de derde ronde op basis van het uitdoelpunt.
|                                               |          |       |                                           |                                                                                           |
| 15 juli 2017 «onderlinge duels» 15:00 (UTC+3) | Djibouti | 1 – 5 | Ethiopië                                  | El Hadj Hassan Gouled Aptidon Stadion, Djibouti Scheidsrechter: Hassan Mohamed Hagi (SOM) |
| 15 juli 2017 «onderlinge duels» 15:00 (UTC+3) | ? 74'    |       | 20', 50', 72', 90+1' Getaneh 55' Mulualem | El Hadj Hassan Gouled Aptidon Stadion, Djibouti Scheidsrechter: Hassan Mohamed Hagi (SOM) |

|                    |          |   |          |                          |
| «onderlinge duels» | Ethiopië | X | Djibouti | Djibouti trok zich terug |
| «onderlinge duels» |          |   |          | Djibouti trok zich terug |

Ethiopië plaatst zich voor de derde ronde, nadat Djibouti zich terugtrok na de eerste wedstrijd.
|                                               |         |       |        |                                                                                     |
| 23 juli 2017 «onderlinge duels» 15:00 (UTC+2) | Burundi | 0 – 0 | Soedan | Prince Louis Rwagasore Stadion, Bujumbura Scheidsrechter: Zekarias Girma Fega (ETH) |
| 23 juli 2017 «onderlinge duels» 15:00 (UTC+2) |         |       |        | Prince Louis Rwagasore Stadion, Bujumbura Scheidsrechter: Zekarias Girma Fega (ETH) |

|                                               |           |       |         |                                                                  |
| 29 juli 2017 «onderlinge duels» 20:00 (UTC+3) | Soedan    | 1 – 0 | Burundi | Khartoum Stadion, Khartoem Scheidsrechter: Samuel Uwikunda (RWA) |
| 29 juli 2017 «onderlinge duels» 20:00 (UTC+3) | Malik 60' |       |         | Khartoum Stadion, Khartoem Scheidsrechter: Samuel Uwikunda (RWA) |

Soedan plaatst zich voor de derde ronde.
Derde ronde
|                                                   |                                     |       |        |                                                                            |
| 12 augustus 2017 «onderlinge duels» 16:00 (UTC+3) | Oeganda                             | 3 – 0 | Rwanda | St Mary's Stadium, Kampala Scheidsrechter: Pacifique Ndabihawenimana (BDI) |
| 12 augustus 2017 «onderlinge duels» 16:00 (UTC+3) | Mutyaba 14' (pen.), 25' Muwanga 51' |       |        | St Mary's Stadium, Kampala Scheidsrechter: Pacifique Ndabihawenimana (BDI) |

|                                                   |                      |       |         |                                                                         |
| 19 augustus 2017 «onderlinge duels» 15:30 (UTC+2) | Rwanda               | 2 – 0 | Oeganda | Nyamirambostadion, Kigali Scheidsrechter: Hafiz Abdelghani Alamen (SDN) |
| 19 augustus 2017 «onderlinge duels» 15:30 (UTC+2) | Mukunzi 8' Manzi 15' |       |         | Nyamirambostadion, Kigali Scheidsrechter: Hafiz Abdelghani Alamen (SDN) |

Oeganda plaatst zich voor het hoofdtoernooi.
|                                                   |            |       |           |                                                                        |
| 13 augustus 2017 «onderlinge duels» 16:00 (UTC+3) | Ethiopië   | 1 – 1 | Soedan    | Hawassa International Stadium, Awasa Scheidsrechter: Alex Muhabi (UGA) |
| 13 augustus 2017 «onderlinge duels» 16:00 (UTC+3) | Mubark 85' |       | 75' Malik | Hawassa International Stadium, Awasa Scheidsrechter: Alex Muhabi (UGA) |

|                                                   |               |       |          |                                                                  |
| 19 augustus 2017 «onderlinge duels» 20:00 (UTC+3) | Soedan        | 1 – 0 | Ethiopië | Al-Ubayyid Stadion, El Obeid Scheidsrechter: Andrew Otieno (KEN) |
| 19 augustus 2017 «onderlinge duels» 20:00 (UTC+3) | Saadeldin 48' |       |          | Al-Ubayyid Stadion, El Obeid Scheidsrechter: Andrew Otieno (KEN) |

Soedan plaatst zich voor het hoofdtoernooi.
Play-off
Toen bleek dat het gastland Kenia het toernooi niet meer mocht organiseren, daarvoor in de plek Marokko het gastland werd, kwam er een plek vrij. Daarom werd er een extra play-off wedstrijd georganiseerd tussen Ethiopië en Rwanda om te bepalen welk van die landen de laatste plek mocht innemen.
|                                                  |                     |       |                                           |                                                                              |
| 5 november 2017 «onderlinge duels» 16:00 (UTC+3) | Ethiopië            | 2 – 3 | Rwanda                                    | Addis Ababa Stadion, Addis Ababa Scheidsrechter: Souleiman Ahmed Djama (DJI) |
| 5 november 2017 «onderlinge duels» 16:00 (UTC+3) | Girma 18' Sanni 65' |       | 55' Rutanga 78' Hakizimana 80' Biramahire | Addis Ababa Stadion, Addis Ababa Scheidsrechter: Souleiman Ahmed Djama (DJI) |

|                                                   |        |       |          |                                                                     |
| 12 november 2017 «onderlinge duels» 15:30 (UTC+2) | Rwanda | 0 – 0 | Ethiopië | Nyamirambostadion, Kigali Scheidsrechter: Hassan Mohamed Hagi (SOM) |
| 12 november 2017 «onderlinge duels» 15:30 (UTC+2) |        |       |          | Nyamirambostadion, Kigali Scheidsrechter: Hassan Mohamed Hagi (SOM) |

Rwanda plaatst zich voor het hoofdtoernooi.

### Zuid Zone
Deelnemende landen (3 plekken)
- Angola
- Botswana
- Comoren
- Lesotho
- Madagaskar
- Malawi
- Mauritius
- Mozambique
- Namibië
- Seychellen
- Zuid-Afrika
- Swaziland
- Zambia
- Zimbabwe

Eerste ronde
|                                                |                   |       |        |                                                                      |
| 22 april 2017 «onderlinge duels» 14:30 (UTC+3) | Madagaskar        | 1 – 0 | Malawi | Mahamasina Stadion, Antananarivo Scheidsrechter: Andrew Otieno (KEN) |
| 22 april 2017 «onderlinge duels» 14:30 (UTC+3) | Raveloarisona 87' |       |        | Mahamasina Stadion, Antananarivo Scheidsrechter: Andrew Otieno (KEN) |

|                                                |        |                      |            |                                                                     |
| 30 april 2017 «onderlinge duels» 15:00 (UTC+2) | Malawi | 0 – 1                | Madagaskar | Bingu National Stadium, Lilongwe Scheidsrechter: Wisdom Chewe (ZAM) |
| 30 april 2017 «onderlinge duels» 15:00 (UTC+2) |        | 46' Rakotoharimalala |            | Bingu National Stadium, Lilongwe Scheidsrechter: Wisdom Chewe (ZAM) |

Madagaskar plaatst zich voor de tweede ronde.
|                                                |                            |       |            |                                                                        |
| 22 april 2017 «onderlinge duels» 16:00 (UTC+4) | Mauritius                  | 2 – 1 | Seychellen | Anjalay Stadion, Belle Vue Scheidsrechter: Andofetra Rakotojaona (MAD) |
| 22 april 2017 «onderlinge duels» 16:00 (UTC+4) | Jean 6' Rasolofonirina 50' |       | 77' Manoo  | Anjalay Stadion, Belle Vue Scheidsrechter: Andofetra Rakotojaona (MAD) |

|                                                |              |       |           |                                                           |
| 30 april 2017 «onderlinge duels» 16:30 (UTC+4) | Seychellen   | 1 – 1 | Mauritius | Stade Linité, Victoria Scheidsrechter: Victor Gomes (RSA) |
| 30 april 2017 «onderlinge duels» 16:30 (UTC+4) | Corallie 50' |       | 15' Dorza | Stade Linité, Victoria Scheidsrechter: Victor Gomes (RSA) |

Mauritius plaatst zich voor de tweede ronde.
Tweede ronde
|                                               |                                  |       |                      |                                                                    |
| 16 juli 2017 «onderlinge duels» 14:30 (UTC+3) | Madagaskar                       | 2 – 2 | Mozambique           | Mahamasina Stadion, Antananarivo Scheidsrechter: Ali Adelaïd (COM) |
| 16 juli 2017 «onderlinge duels» 14:30 (UTC+3) | Rakotoharimalala 45' (pen.), 62' |       | 5' Mandlane 63' Bila | Mahamasina Stadion, Antananarivo Scheidsrechter: Ali Adelaïd (COM) |

|                                               |            |                               |            |                                                                   |
| 23 juli 2017 «onderlinge duels» 15:00 (UTC+2) | Mozambique | 0 – 2                         | Madagaskar | Estádio do Zimpeto, Maputo Scheidsrechter: Tirelo Mositwane (BOT) |
| 23 juli 2017 «onderlinge duels» 15:00 (UTC+2) |            | 61' Bela 90' Rakotoharimalala |            | Estádio do Zimpeto, Maputo Scheidsrechter: Tirelo Mositwane (BOT) |

Madagaskar plaatst zich voor de derde ronde.
|                                               |           |                    |        |                                                                    |
| 16 juli 2017 «onderlinge duels» 15:30 (UTC+4) | Mauritius | 0 – 1              | Angola | Anjalay Stadion, Belle Vue Scheidsrechter: Thando Ndzandzeka (RSA) |
| 16 juli 2017 «onderlinge duels» 15:30 (UTC+4) |           | 27' (pen.) Estevao |        | Anjalay Stadion, Belle Vue Scheidsrechter: Thando Ndzandzeka (RSA) |

|                                               |                             |       |                           |                                                                                 |
| 23 juli 2017 «onderlinge duels» 16:30 (UTC+1) | Angola                      | 3 – 2 | Mauritius                 | Estádio 11 de Novembro, Luanda Scheidsrechter: Nomore Murambiwa Musundire (ZIM) |
| 23 juli 2017 «onderlinge duels» 16:30 (UTC+1) | Estevao 3' Geraldo 44', 70' |       | 12' Perticots 45' Edouard | Estádio 11 de Novembro, Luanda Scheidsrechter: Nomore Murambiwa Musundire (ZIM) |

Angola plaatst zich voor de derde ronde.
|                                               |                        |       |         |                                                                |
| 15 juli 2017 «onderlinge duels» 15:00 (UTC+3) | Comoren                | 2 – 0 | Lesotho | Stade de Moroni, Moroni Scheidsrechter: Ganesh Chutooree (MRI) |
| 15 juli 2017 «onderlinge duels» 15:00 (UTC+3) | Youssouf 47' Bacar 78' |       |         | Stade de Moroni, Moroni Scheidsrechter: Ganesh Chutooree (MRI) |

|                                               |            |       |         |                                                                     |
| 23 juli 2017 «onderlinge duels» 15:00 (UTC+2) | Lesotho    | 1 – 0 | Comoren | Setsoto Stadion, Maseru Scheidsrechter: Andofetra Rakotojaona (MAD) |
| 23 juli 2017 «onderlinge duels» 15:00 (UTC+2) | Koloti 10' |       |         | Setsoto Stadion, Maseru Scheidsrechter: Andofetra Rakotojaona (MAD) |

Comoren plaatst zich voor de derde ronde.
|                                               |            |       |          |                                                                   |
| 16 juli 2017 «onderlinge duels» 15:00 (UTC+1) | Namibië    | 1 – 0 | Zimbabwe | Sam Nujoma Stadion, Katutura Scheidsrechter: Dennis Nguluwe (MAW) |
| 16 juli 2017 «onderlinge duels» 15:00 (UTC+1) | Somaeb 47' |       |          | Sam Nujoma Stadion, Katutura Scheidsrechter: Dennis Nguluwe (MAW) |

|                                               |                   |                |         |                                                                       |
| 23 juli 2017 «onderlinge duels» 15:00 (UTC+2) | Zimbabwe Dube 39' | 1 – 0 Pen. 4–5 | Namibië | Nationaal Sportstadion, Harare Scheidsrechter: Thulani Sibandze (SWZ) |
| 23 juli 2017 «onderlinge duels» 15:00 (UTC+2) |                   |                |         | Nationaal Sportstadion, Harare Scheidsrechter: Thulani Sibandze (SWZ) |

Namibië plaatst zich voor de derde ronde.
|                                               |          |                     |             |                                                                         |
| 15 juli 2017 «onderlinge duels» 15:30 (UTC+2) | Botswana | 0 – 2               | Zuid-Afrika | Francistown Stadion, Francistown Scheidsrechter: Wellington Kaoma (ZAM) |
| 15 juli 2017 «onderlinge duels» 15:30 (UTC+2) |          | 31' Moon 86' Motupa |             | Francistown Stadion, Francistown Scheidsrechter: Wellington Kaoma (ZAM) |

|                                               |             |       |          |                                                                |
| 22 juli 2017 «onderlinge duels» 15:00 (UTC+2) | Zuid-Afrika | 1 – 0 | Botswana | Moruleng Stadion, Saulspoort Scheidsrechter: Osiase Koto (LES) |
| 22 juli 2017 «onderlinge duels» 15:00 (UTC+2) | Moon 13'    |       |          | Moruleng Stadion, Saulspoort Scheidsrechter: Osiase Koto (LES) |

Zuid-Afrika plaatst zich voor de derde ronde.
|                                               |           |                                             |        |                                                                       |
| 16 juli 2017 «onderlinge duels» 15:00 (UTC+2) | Swaziland | 0 – 4                                       | Zambia | Somhlolo Nationaal Stadion, Lobamba Scheidsrechter: Nelson Fred (SEY) |
| 16 juli 2017 «onderlinge duels» 15:00 (UTC+2) |           | 17', 47' (pen.) Chama 35' Mwila 80' Kapumbu |        | Somhlolo Nationaal Stadion, Lobamba Scheidsrechter: Nelson Fred (SEY) |

|                                               |                                  |       |           |                                                                 |
| 22 juli 2017 «onderlinge duels» 15:00 (UTC+2) | Zambia                           | 3 – 0 | Swaziland | National Heroes Stadion, Lusaka Scheidsrechter: João Goma (ANG) |
| 22 juli 2017 «onderlinge duels» 15:00 (UTC+2) | Shonga 3' Mwila 35' Silwimba 40' |       |           | National Heroes Stadion, Lusaka Scheidsrechter: João Goma (ANG) |

Zambia plaatst zich voor de derde ronde.
Derde ronde
|                                                   |            |       |        |                                                                                |
| 13 augustus 2017 «onderlinge duels» 14:30 (UTC+3) | Madagaskar | 0 – 0 | Angola | Mahamasina Stadion, Antananarivo Scheidsrechter: Ahmad Imtehaz Heeralall (MRI) |
| 13 augustus 2017 «onderlinge duels» 14:30 (UTC+3) |            |       |        | Mahamasina Stadion, Antananarivo Scheidsrechter: Ahmad Imtehaz Heeralall (MRI) |

|                                                   |            |       |            |                                                                            |
| 19 augustus 2017 «onderlinge duels» 16:30 (UTC+1) | Angola     | 1 – 0 | Madagaskar | Estádio 11 de Novembro, Luanda Scheidsrechter: Bamlak Tessema Weyesa (ETH) |
| 19 augustus 2017 «onderlinge duels» 16:30 (UTC+1) | Junior 68' |       |            | Estádio 11 de Novembro, Luanda Scheidsrechter: Bamlak Tessema Weyesa (ETH) |

Angola plaatst zich voor het hoofdtoernooi.
|                                                   |                            |       |                   |                                                                    |
| 13 augustus 2017 «onderlinge duels» 15:00 (UTC+3) | Comoren                    | 2 – 1 | Namibië           | Stade de Moroni, Moroni Scheidsrechter: Christopher Harrison (RSA) |
| 13 augustus 2017 «onderlinge duels» 15:00 (UTC+3) | Mradabi 41' Youssouf 45+1' |       | 69' (pen.) Somaeb | Stade de Moroni, Moroni Scheidsrechter: Christopher Harrison (RSA) |

|                                                   |                     |       |         |                                                                 |
| 20 augustus 2017 «onderlinge duels» 15:00 (UTC+1) | Namibië             | 2 – 0 | Comoren | Sam Nujoma Stadion, Windhoek Scheidsrechter: Wisdom Chewe (ZAM) |
| 20 augustus 2017 «onderlinge duels» 15:00 (UTC+1) | Katupose 55', 90+4' |       |         | Sam Nujoma Stadion, Windhoek Scheidsrechter: Wisdom Chewe (ZAM) |

Namibië plaatst zich voor het hoofdtoernooi.
|                                                   |                        |       |                         |                                                                       |
| 12 augustus 2017 «onderlinge duels» 15:00 (UTC+2) | Zuid-Afrika            | 2 – 2 | Zambia                  | Buffalo City Stadium, Oos-Londen Scheidsrechter: Jackson Pavaza (NAM) |
| 12 augustus 2017 «onderlinge duels» 15:00 (UTC+2) | Motupa 32' Booysen 52' |       | 59' Phiri 90+4' Mulenga | Buffalo City Stadium, Oos-Londen Scheidsrechter: Jackson Pavaza (NAM) |

|                                                   |                 |       |             |                                                                     |
| 19 augustus 2017 «onderlinge duels» 15:00 (UTC+2) | Zambia          | 2 – 0 | Zuid-Afrika | Levy Mwanawasa Stadion, Ndola Scheidsrechter: Norman Matemera (ZIM) |
| 19 augustus 2017 «onderlinge duels» 15:00 (UTC+2) | Shonga 80', 83' |       |             | Levy Mwanawasa Stadion, Ndola Scheidsrechter: Norman Matemera (ZIM) |

Zambia plaatst zich voor het hoofdtoernooi.

## Gekwalificeerde landen
Kenia zou het land organiseren en was oorspronkelijk ook gekwalificeerd als gastland. Toen zij werden uitgesloten om dit toernooi te organiseren en Marokko de organisatie toegewezen kreeg werd Egypte uitgenodigd om deel te nemen aan het toernooi. Dat land was niet geplaatst via de reguliere kwalificatie. De Egyptische voetbalbond besloot echter niet deel te nemen aan het toernooi, als reden werd opgeven een te volle binnenlandse agenda. Er zou nu worden gezocht naar een land in de Oost-Centrale Zone.
| \| Team \| Zone \| Datum \| Aantal deelnames \| \| ------------------ \| ------------------ \| -------------------- \| ---------------------- \| \| Marokko (gastland) \| Noord Zone \| 18 augustus 2017 \| 3e (2014, 2016) \| \| Libië \| Noord Zone \| 18 augustus 2017 \| 3e (2009, 20141) \| \| Mauritanië \| Zone West A \| 19 augustus 2017 \| 2e (2014) \| \| Guinee \| Zone West A \| 23 augustus 2017 \| 2e (2016) \| \| Nigeria \| Zone West B \| 19 augustus 2017 \| 3e (2014, 2016) \| \| Ivoorkust \| Zone West B \| 19 augustus 2017 \| 4e (20092, 2011, 2016) \| \| Burkina Faso \| Zone West B \| 20 augustus 2017 \| 2e (2014) \| \| Equatoriaal-Guinea \| Centrale Zone \| 12 augustus 2017 \| 1e (debuut) \| \| Kameroen \| Centrale Zone \| 19 augustus 2017 \| 3e (2011, 2016) \| \| Congo-Brazzaville \| Centrale Zone \| 19 augustus 2017 \| 1e (debuut) \| \| Oeganda \| Oost-Centrale Zone \| 19 augustus 2017 \| 4e (2011, 2014, 2016) \| \| Soedan \| Oost-Centrale Zone \| 19 augustus 2017 \| 2e (2011) \| \| Rwanda \| Oost-Centrale Zone \| 12 november 2017[25] \| 3e (2011, 2016) \| \| Angola \| Zuid Zone \| 19 augustus 2017 \| 3e (2011, 2016) \| \| Zambia \| Zuid Zone \| 19 augustus 2017 \| 3e (2009, 2016) \| \| Namibië \| Zuid Zone \| 20 augustus 2017 \| 1e (debuut) \| 1 Vet betekent dat dit land het toernooi dat jaar won. 2 Schuin betekent dat dit land het gastland was op dat toernooi. |                    |                  |                        |
| Team | Zone               | Datum            | Aantal deelnames       |
| Marokko (gastland) | Noord Zone         | 18 augustus 2017 | 3e (2014, 2016)        |
| Libië | Noord Zone         | 18 augustus 2017 | 3e (2009, 20141)       |
| Mauritanië | Zone West A        | 19 augustus 2017 | 2e (2014)              |
| Guinee | Zone West A        | 23 augustus 2017 | 2e (2016)              |
| Nigeria | Zone West B        | 19 augustus 2017 | 3e (2014, 2016)        |
| Ivoorkust | Zone West B        | 19 augustus 2017 | 4e (20092, 2011, 2016) |
| Burkina Faso | Zone West B        | 20 augustus 2017 | 2e (2014)              |
| Equatoriaal-Guinea | Centrale Zone      | 12 augustus 2017 | 1e (debuut)            |
| Kameroen | Centrale Zone      | 19 augustus 2017 | 3e (2011, 2016)        |
| Congo-Brazzaville | Centrale Zone      | 19 augustus 2017 | 1e (debuut)            |
| Oeganda | Oost-Centrale Zone | 19 augustus 2017 | 4e (2011, 2014, 2016)  |
| Soedan | Oost-Centrale Zone | 19 augustus 2017 | 2e (2011)              |
| Rwanda | Oost-Centrale Zone | 12 november 2017 | 3e (2011, 2016)        |
| Angola | Zuid Zone          | 19 augustus 2017 | 3e (2011, 2016)        |
| Zambia | Zuid Zone          | 19 augustus 2017 | 3e (2009, 2016)        |
| Namibië | Zuid Zone          | 20 augustus 2017 | 1e (debuut)            |

## Doelpuntenmakers
8 doelpunten
- Sékou Amadou Camara

4 doelpunten
- Njiva Rakotoharimalala
- Getaneh Kebede
- Paul Mucureezi

3 doelpunten
- Ibrahima Koné
- Amadou Dia N'Diaye
- Justin Shonga

2 doelpunten
- Ricardo Job Estévão
- Mohamed Sydney Sylla
- Mohamed Sorel Camara
- Mohamed N'Diaye
- Ibrahima Sory Sankhon
- Muaid Ellafi
- Abdoulaye Sileye Gaye

- Muna Katupose
- Hendrik Somaeb
- Ryan Moon
- Gift Motupa
- Leon Uso Khamis
- James Moga

- Saifeldeen Malik
- Koidjo Sewonou
- MuZMiru Mutyaba
- Derrick Nsibambi
- Clatous Chama
- Brian Mwila

1  doelpunt
- Sofiane BJdebka
- Oussama Darfalou
- Geraldo
- Dani Massunguna
- Vladimiro Etson António Félix
- Waris Aboki
- MAcelin Koukpo
- Mama Seibou
- Herman Nikiema
- Ilasse Sawadogo
- Raphaël Messi Bouli
- Raymond Fosso
- Armel Lionel Ngondji
- Frantz Pangop
- Raidou Boina Bacar
- Chadhuli Mradabi
- Ibroihim Youssouf
- Mohamed Youssouf
- Jaures Ngombe
- Jean-MAc Makusu Mundele
- Ahmed El Sheikh
- Aschalew Girma
- Mulualem Mesfin
- Abdurahman Mubarak
- Sanni
- Sadick Adams
- Felix Addo

- Gideon Waja
- Seydouba Bissiri Camara
- Mamady Diawara
- Juca
- Fabius Dosso
- Banfa Sylla
- Raboama Koloti
- Christopher Jackson
- Bela
- Morelin Raveloarisona
- Aboubacar Diarra
- Mandala Konté
- Gouné Niangadou
- Boubacar Bagili
- Mohamed Yaly Dellahi
- Moussa Samba
- MAco Dorza
- Jonathan Édouard
- Emmanuel Vincent Jean
- Kevin Perticots
- Francis Rasolofonirina
- Badr Benoun
- Badr Boulahroud
- Jawad El Yamiq
- Abderrahim Makran
- Maninho
- Salomão
- Idrissa Halidou Garba

- Imrana Seyni
- Rabiu Ali
- Kingsley Eduwo
- Biramahire
- Hakizimana
- Thierry Manzi
- Yannick Mukunzi
- Dominique Savio Nshuti
- Rutanga
- Sidy Bara Diop
- Daouda Guèye Diémé
- Assane Mbodj
- Alassane Ndao
- Leeroy Corallie
- Yannick Manoo
- Kemson Fofanah
- Nathaniel Fullah
- Abas Amin Mohamed
- Elsamani Saadeldin
- Mario Booysen
- Duku Wurube
- Himid Mao
- Fackson Kapumbu
- Augustine Mulenga
- MAtin Phiri
- Simon Silwimba
- Prince Dube

Eigen doelpunt
- Chamseddine Rahmani (tegen Libië)
- Hamza Semmoumy (tegen Egypte)